# Mleczan amonu
Mleczan amonu – organiczny związek chemiczny z grupy mleczanów, sól kwasu mlekowego i amoniaku. Stosowany jako dodatek do żywności (E328).